# Bonito (ort i Brasilien, Pernambuco, Bonito, lat -8,47, long -35,73)
Bonito är en ort i Brasilien.   Den ligger i kommunen Bonito och delstaten Pernambuco, i den östra delen av landet, 1 600 km nordost om huvudstaden Brasília. Bonito ligger 441 meter över havet och antalet invånare är 8 865.
Terrängen runt Bonito är kuperad söderut, men norrut är den platt. Bonito ligger nere i en dal. Närmaste större samhälle är São Joaquim do Monte, 9,3 km nordväst om Bonito.
Omgivningarna runt Bonito är en mosaik av jordbruksmark och naturlig växtlighet. Runt Bonito är det ganska tätbefolkat, med 160 invånare per kvadratkilometer.